# Denis DiBlasio
Denis DiBlasio (* 27. Februar 1954) ist ein US-amerikanischer Jazzmusiker (Baritonsaxophon, Flöte, Gesang, Komposition, Arrangement) und Hochschullehrer.

## Leben und Wirken
DiBlasio graduierte am Glassboro State College in New Jersey. Nach Erwerb des Masters an der University of Miami wurde er Mitglied der Big Band von Maynard Ferguson, bei dem er fünf Jahre musikalischer Direktor war. In dieser Zeit entwickelte er auch seine Technik des Scat-Gesangs (Brass Attitude, Concord 1998) und betätigte sich als Komponist (Coconut Champagne) und Arrangeur. 1988 wirkte er bei Buddy DeFrancos Album Born to Swing! mit. Mit Musikern wie Daryl Hall und Joe Mullen entstand 1993 sein 1998 erschienenes Debütalbum Catch Me. 2001 war er als Arrangeur für Diane Schuur und Ferguson (Swingin’ with Schuur) tätig. Mit seinem Quintett nahm er 2007 das Album Where the Jade Buddha Lives (Art of Life Records) auf.
Gegenwärtig ist er Leiter des Jazz-Programms an der Rowan University in New Jersey, wo er die Rowan’s Lab Band leitet. Daneben ist er Direktor des Maynard Ferguson Institute of Jazz Studies in Rowan.

## Diskographische Hinweise
- Catch Me (1993), mit Jim Ridl, Darryl Hall, Jim Miller
- Seven Giant Steps to Heaven (1993) dto.
- Reflections of Childhood(1998), mit Jim Ridl, Darryl Hall, Jim Miller, Suzanne Cloud (vcl)
- Reflections of Duets (1998), mit Jim Ridl
- Perpetual Baggage Claim (Ochard, 1999)
- Salt Peanuts (Sons of Sound, 1999), mit Biff Hannon, Frank Pullara, Dave Mancini
- Rhino (Orchard, 2000)
- One for Bucky - Live at Chris' Jazz Cafe (2006), mit Brian Betz
- Denis DiBlasio Project (2007)
- What's Old Is New (2013), mit Andy Lalasis, Bob Shomo